# Гарад – Абкайк – Рас-Танура
Гарад – Абкайк – Рас-Танура – трубопровідна система у Саудівській Аравії, створена для транспортування конденсату.
Наприкінці 1990-х в Саудівській Аравії узялись за реалізацію масштабного проекту зі збільшення видобутку природного газу шляхом залучення в розробку родовищ Гавія та Гарад, що були виявлені під південними секторами найбільшого в світі нафтового родовища Гавар. Для транспортування отриманого при цьому конденсату, що походив з формації Хуфф, спорудили окрему трубопровідну систему, яка прямувала до нової секції переробки конденсату на нафтопереробному заводі в Рас-Танурі. В межах проекту у 2001 – 2002 роках проклали дві головні ділянки:
- від газопереробного заводу Гарад до газопереробного заводу Абкайк довжиною 229 км та діаметром 450 мм, яка має позначення HDAKHCL-1 (Haradh Abqaiq Khuff Condensate Line-1);
- від ГПЗ Абкайк до Рас-Танури довжиною 118 км та діаметром 600 мм, яка має позначення ARTCL-1 (Abqaiq Ras Tanura Condensate Line-1).
При цьому до ділянки Гарад – Абкайк під’єднані:
- газопереробний завод Гавія, від якого проклали перемичку довжиною 20 км з діаметром 600 мм;
- газопереробний завод Утманія, що використовує дві введені в дію ще в 1984 та 1989 роках перемички довжиною по 3 км з діаметром по 150 мм;
- газопереробний завод Шедгам, що використовує дві введені в дію ще в 1985 та 1995 роках перемички довжиною 3 км та 6 км з діаметрами 150 мм та 200 мм відповідно.